# Hieronymus Georg Zeuthen
Hieronymus Georg Zeuthen (Grimstrup, 15 de fevereiro de 1839 – Copenhague, 6 de janeiro de 1920) foi um matemático dinamarquês.
Conhecido por seu trabalho sobre geometria enumerativa de seções cônicas, superfícies algébricas e história da matemática.

## Biografia
Zeuthen nasceu em Grimstrup, próximo a Varde, onde seu pai foi um padre. Em 1849 seu pai foi mandado para uma igreja em Sorø, onde Zeuthen foi para a escola secundária. Em 1857 entrou na Universidade de Copenhague para estudar matemática, obtendo um mestrado em 1862. Em seguida obteve uma bolsa de estudos e foi para Paris, onde estudou geometria com Michel Chasles.
Após retornar para Copenhague, Zeuthen submeteu sua tese de doutorado sobre um novo método para determinar as características de sistemas cônicos em 1865. Geometria enumerativa permaneceu como seu foco até 1875.
Em 1871 foi indicado professor extraordinário da Universidade de Copenhague, tornando-se editor do periódico Matematisk Tidsskrift, posição que manteve durante 18 anos. Durante 39 anos foi secretário da Academia Real de Ciências e Letras da Dinamarca, e durante este tempo também lecionou no Polytechnic Institute. Em 1886 foi promovido a professor ordinário da Universidade de Copenhague, onde foi reitor duas vezes.
Após 1875 Zeuthen começou a contribuir em outras áreas, como mecânica e geometria algébrica, sendo reconhecido como um especialista sobre a história da matemática medieval e grega. Escreveu 40 artigos e livros sobre a história da matemática, que cobriu muitos tópicos e diversos períodos. Foi palestrante convidado do Congresso Internacional de Matemáticos em Zurique (1897), Heidelberg (1904: Gebrauch und Mißbrauch historischer Benennungen in der Mathematik) e Roma (1908).

## Publicações
- Abriß einer elementar-geometrischen Kegelschnittlehre. Teubner 1882.
- Die Lehre von den Kegelschnitten im Altertum. Kopenhagen 1886 (Versão em dinamarquês 1885 em Forh.Vid.Selskab).
- Geschichte der Mathematik im Altertum und Mittelalter. Kopenhagen 1896 (Danish version 1893 publ. by Verlag A.F.Hoest).
- Histoire des Mathématiques dans l'Antiquité et le Moyen Age. Paris, Gauthier-Villars, 1902.[2]
- Geschichte der Mathematik im XVI. und XVII. Jahrhundert. Teubner 1903,[3] and as Heft 17 of Abhandlungen zur Geschichte der mathematischen Wissenschaften (ed. Moritz Cantor). A versão em dinamarquês foi publicada em 1903 em Copenhage.
- Die Mathematik im Altertum und im Mittelalter. Kopenhagen 1912.[4][5]
- Lehrbuch der abzählenden Methoden der Geometrie. Teubner 1914.[6]
- Hvorledes Mathematiken i tiden fra Platon til Euklid blev rationel Videnskab. Avec un résumé en francais. Forh.Dansk Vid.Selskab 1917, pp.199-369.[7]